# Wilma De Angelis
Pour les articles homonymes, voir De Angelis.
Wilma De Angelis (née le 8 avril 1931 à Milan) est une chanteuse italienne.
Elle est devenue très célèbre aussi pour ses programmes de cuisine à la télévision.

## Ses participations auFestival de Sanremo
- 1959 Per tutta la vita (A.Testa-Spotti) en duo avec Jula de Palma
- 1959 Nessuno (De Simoni-Capotosti) en duo avec Betty Curtis
- 1960 Quando vien la sera (A.Testa-C.A.Rossi) en duo avec Joe Sentieri
- 1960 Splende l'arcobaleno (Di Ceglie-Tumminelli) en duo avec Gloria Christian
- 1961 Patatina (Meccia-Migliacci) en duo avec Gianni Meccia
- 1962 I colori della felicità (Sciorilli-Ranzato) en duo avec Tanya
- 1962 Lumicini rossi (Fabor-Testoni) en duo avec Lucia Altieri
- 1963 Non costa niente (Sciorilli-Calcagno) en duo avec Johnny Dorelli
- 1963 Se passerai di qui (Testoni-Camis) en duo avec Flo Sandon's